# Scion tC
La Scion tC è un'autovettura coupé prodotta dalla casa automobilistica giapponese Toyota e commercializzata con il marchio Scion dal 2005. Dal 2011, in occasione della presentazione della seconda serie, è venduta su alcuni mercati come Toyota Zelas. La produzione è terminata nell'agosto 2016

## Prima serie (2005-2010)
Ha debuttato esclusivamente negli Stati Uniti d'America nel gennaio 2004 con un prezzo base di 17.670 dollari ed era equipaggiata di serie con cerchi da 17 pollici e un impianto audio da 160 watt della Pioneer.
Le motorizzazioni offerte erano due, entrambe da 2400 cc con doppio albero a camme (DOHC) 16 valvole. La trasmissione prevedeva il cambio manuale a cinque rapporti e quello automatico a richiesta solo per il modello aspirato.
Il 2400 aspirato aveva una potenza massima di 161 hp a 5700 giri mentre la versione turbo chiamata TRD Supercharger aveva 200 hp a 4000 giri. L'elaborazione di quest'ultima ha riguardato l'assetto (molle più basse, ammortizzatori sportivi), il motore (turbina TRD, elettronica) e i coperchi delle valvole, tappi dell'olio marcati con tale nome.

### Prestazioni dichiarate
- 0–400 m: in 15.6 secondi con una velocità di uscita di 144.7 per la versione aspirata mentre 14.2 per la versione TRD Supercharger
- 0–100 km/h: in circa 7 secondi per la versione aspirata e in 6 secondi per la TRD Supercharged
- Velocità massima: circa 220 km/h per la versione aspirata e 240 per la TRD Supercharged

## Seconda serie (2011-2016)

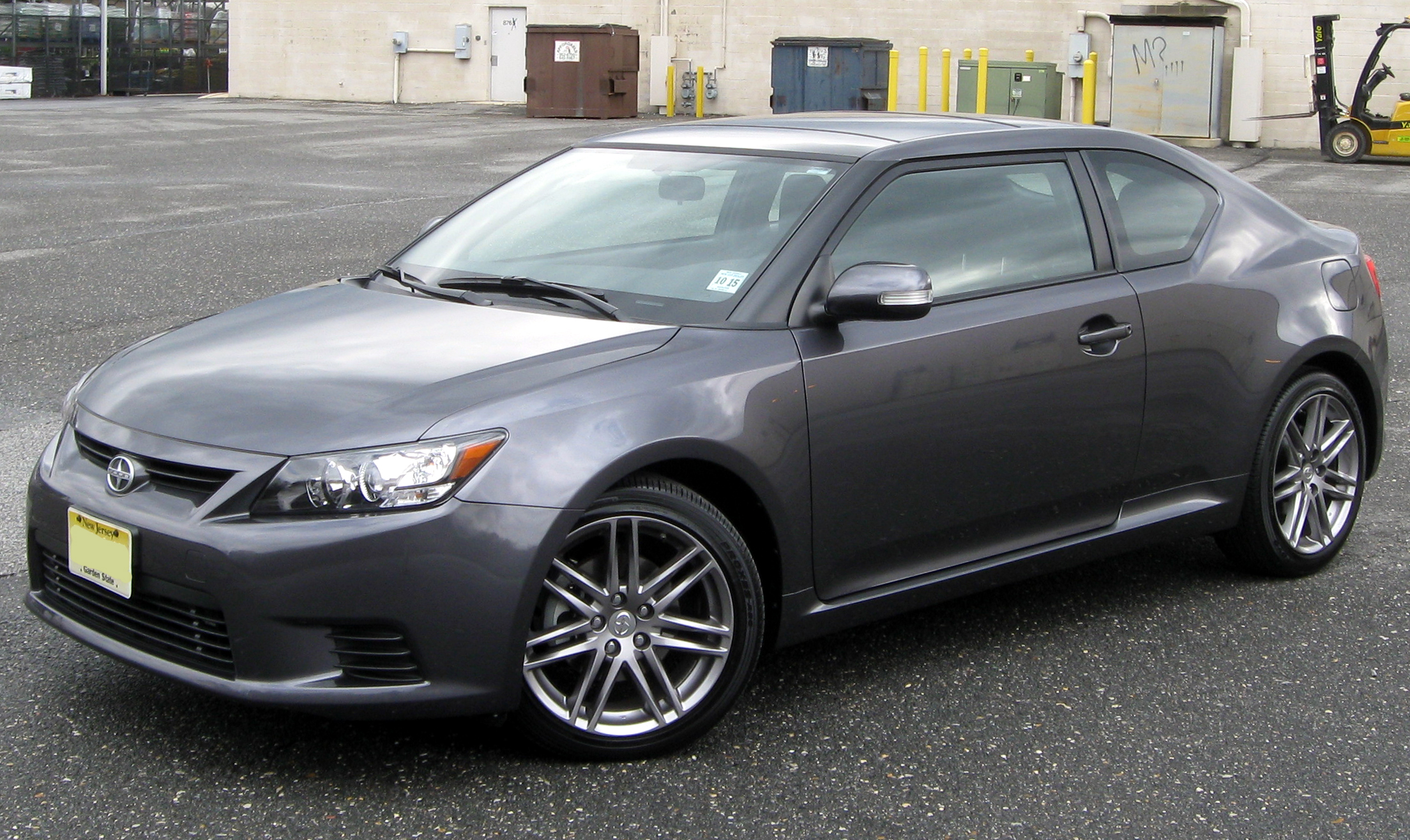
Scion tC seconda serie

Nel mese di febbraio 2009 il vicepresidente della Scion ha annunciato il progetto di una nuova tC che sarebbe stata messa sul mercato nel 2011.
Presentata infine nel 2010 al salone dell'automobile di New York, la prima novità che fu annunciata fu il passaggio dalla cilindrata a 2500 cc con la potenza del motore aspirato che passò da 161 a 180 cv.